# سرژ بوشری
سرژ بوشری (فرانسوی: Serge Beucherie‎؛ زادهٔ ۱۷ ژانویهٔ ۱۹۵۵) دوچرخه‌سوار اهل فرانسه است.